# Ратуха
Ратуха — річка в Україні, в межах Вишгородського району Київської області. Права притока Дніпра (впадає в Київське водосховище).

## Загальний опис
Довжина річки — 9 км. Бере початок в лісі за 5 км на захід (по прямій) від села Ясногородка. Джерело, з якого витікає річка, знаходиться в урочищі Пухова гора і на 1,5 км рівновіддалене від сіл Рови та Круги.
За 4 кілометри від гирла і до витоку в Дніпро — Ратуха тече через Ясногородку.
За 4,5 км до гирла — приймає свою єдину (праву) безіменну притоку. Також у річку впадає багато меліоративних каналів — 5 з лівого боку та 4 — з правого.
Хоча річка має невелику довжину, вона багато разів змінює напрям течії — спочатку тече на південь, далі змінює напрям на схід, південний схід, потім знову тече чітко на схід, потім — північний схід, схід, південний схід, північ і, зрештою, останні 2,5 км — на схід.